# Дисбат (фільм)
«Дисбат» (англ. «Cadence») — американський кінофільм 1990 року, знятий режисером Мартіном Шином, який, разом зі своїм сином, актором Чарлі Шином, виконали головні ролі.

## Сюжет
Західна Німеччина часів «Холодної війни». Молодий і палкий американський солдат — Френклін Бін — робить бешкет у барі, дізнавшись про смерть свого батька, і за вироком військового трибуналу потрапляє на 90 днів до спеціального виправного закладу (щось середнє між в'язницею та штрафбатом). Тут на нього чекають два суворі випробування. Перше — в особі командира, садиста-задири, сержанта Маккіні. Друге йому влаштовують інші його «товариші по нещастю» — чорношкірі ув'язнені, що піддають його жорстокій перевірці.

## У ролях
- Мартін Шин — Отіс Маккінлі
- Чарлі Шин — Франклін Бін
- Метт Кларк — Франклін Бін старший
- Майкл Біч — Вебб
- Гаррі Стюарт — Гаррі Крейн
- Лоренс Фішберн — Рузвельт
- Блу Манкума — Брюс
- Джон Тоулс-Бей — Лоуренс
- Рамон Естевез — роль другого плану
- Джей Бразо — роль другого плану
- Кен Дуглас — Крамер
- Вестон Макміллан — роль другого плану
- Девід Майкл О'Нейлл — роль другого плану
- Аллан Лайселл — роль другого плану
- Рурк Крітчлоу — роль другого плану
- Алек Бьорден — роль другого плану
- Саманта Ланжевен — роль другого плану
- Стівен Гілтон — роль другого плану
- Джо Лоурі — роль другого плану
- Локлін Манро — роль другого плану
- Том Макбет — роль другого плану
- Брент Стейт — роль другого плану
- Деріл Гейс — роль другого плану
- Тоні Пентеджіс — роль другого плану
- Крістофер Джадж — роль другого плану
- Девід Глін-Джонс — роль другого плану
- Фарід Мюррей Абрагам — Рамон Гарсія, капітан
- Дженн Гріффін — роль другого плану

## Знімальна група
- Режисер — Мартін Шин
- Сценарист — Денніс Шрайек
- Оператор — Річард Лейтерман
- Композитор — Жорж Дельрю
- Продюсери — Патті Аллен, Річард Девіс, Френк Гістра, Пітер Стросс